# В
В («ве») — літера кириличної абетки. Є в усіх абетках, створених на слов'яно-кириличній графічній основі.

## Історія
За формою накреслення це видозмінений варіант літери  («віди») старослов'янської кириличної абетки, що походить від грецького β («бета», у середньогрецькому читанні — «віта»). Назва, очевидно, походить від староцерковнослов'янського вѣдѣ («я знаю», «я знав»), яке являє собою застиглу архаїчну форму перфекта дієслова вѣсти — пор. грец. οἶδα, дав.-інд. vḗda, авест. vaēda, гот. wait.
У глаголиці має накреслення . Числове значення у кириличній цифірі — 2 (в̃), у глаголичній — 3.
Різна вимова латинського B і слов'янського В зумовлена тим, що латинська абетка виникла на основі грецької близько VI ст. до н. е., коли Β означала звук [b], а в період створення слов'янської кириличної абетки в IX ст. н. е. греки вимовляли Β як [v] («віта»).
У давньоруській і староукраїнській графіці у зв'язку з наявністю різних писемних шкіл і типів письма (устав, півустав, скоропис) «В» вживалося у кількох варіантах, що допомагає визначити час і місце написання пам'яток.
У 16 столітті, крім рукописної, з'явилася друкована форма літери.

## Використання
В — третя літера української абетки. У сучасній українській мові цією літерою позначають переважно губно-зубний апроксимант [ʋ], який, на відміну від російської мови, не співвідноситься з губно-зубним [f], а на початку слова перед приголосним, після голосного та в кінці слова переходить у дзвінкий губно-м'якопіднебінний апроксимант [w] (він ўзяў, вона ўзяла, воўк). Інші алофони — [β], [v], [ⱱ̟] / [ⱳ], [ⱱ].
Нині використовується також при класифікаційних позначеннях і означає «третій»: ложа «В», пункт «В» розділу 2. При цифровій нумерації вживається як додаткова диференційна ознака, коли ряд предметів має такий самий номер: 4-В клас, будинок 8-В тощо

## Звук

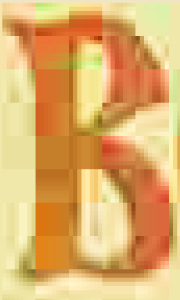
Літера — В

В українському письмі літера В може позначати різні звуки, залежно від позиції в слові.
- [β] (б-в) — дзвінкий губно-губний фрикативний
- [ʋ] (в) — дзвінкий губно-зубний апроксимант
- [v] (твердий в) — дзвінкий губно-зубний фрикативний
- [ⱱ̟] / [ⱳ] (в) — губно-губний одноударний
- [w] (в) — дзвінкий губно-м'якопіднебінний апроксимант
- [ⱱ] (в) — дзвінкий губно-зубний одноударний

### Прийменник
В українській мові існує слово, що складається з одної цієї літери — прийменник «в», який є фонетичним варіантом прийменника «у» (рідше трапляються форми «ув», зі знах. і місц. відмінками вживаються також «уві», «вві», «ві», церк.-слов. «во»). Він має значну кількість значень, означаючи і місцеперебування (у лісі), і напрямок (у ліс), і посідання (у мене), і початок дії (у танець). Колись цей прийменник міг вживатися у значенні «біля», «поруч»: «Два брати, грізні ісполини ..стояли у ворот» (І. П. Котляревський); «А вона, безталанночка, поклонилась та й стала в порога, як чужа» (Марко Вовчок).
З граматичного й етимологічного погляду в прийменнику «в/у» можна виділити два різних праслов'янських прийменники. Один, найбільш поширений, вживається з місцевим і знахідним відмінками і походить від прасл. *vъ < *vъn (д.-рус. въ, вън), у якому початкове *v- має протетичне походження, а *ъn вважається спорідненим з дав.-гр. εν, лат. і англ. in, нім. im. Втрата прикінцевого *n сталася внаслідок закону відкритого складу майже у всіх позиціях, зберігся він тільки на початку деяких займенників (у них, у ньому, у неї). Другий прийменник трапляється у сполученні з родовим відмінком (у мене, заст. у воріт, у порога) і веде походження від прасл. *u (д.-рус. ѹ) < пра-і.є. *au.

## Таблиця кодів
| Кодування    | Регістр | Десятковий код | 16-ковий код | Вісімковий код | Двійковий код     |
| ------------ | ------- | -------------- | ------------ | -------------- | ----------------- |
| Юнікод       | Велика  | 1042           | 0412         | 002022         | 00000100 00010010 |
| Юнікод       | Мала    | 1074           | 0432         | 002062         | 00000100 00110010 |
| ISO 8859-5   | Велика  | 178            | B2           | 262            | 10110010          |
| ISO 8859-5   | Мала    | 210            | D2           | 322            | 11010010          |
| KOI-8        | Велика  | 247            | F7           | 367            | 11110111          |
| KOI-8        | Мала    | 215            | D7           | 327            | 11010111          |
| Windows-1251 | Велика  | 194            | C2           | 302            | 11000010          |
| Windows-1251 | Мала    | 226            | E2           | 342            | 11100010          |